# ラブマジック♡フィーバー
「ラブマジック♡フィーバー」は、日本の女性アイドルユニット・ぷよぷよアイドリング!!!の楽曲。2009年12月16日にポニーキャニオンからリリースした、女性アイドルグループ・アイドリング!!!名義通算10枚目のシングル。楽曲は、青木さやか（作詞）とFunta7（作曲）の共作。

## 背景・制作
同時期作・ときめきアイドリング!!!「手のひらの勇気」に続く、女性アイドルユニット・ぷよぷよアイドリング!!!の名義によるシングル。
コラボ企画
昨年末のユニット「フリフリアイドリング!!!」等に続き、女性アイドルグループ・アイドリング!!!のユニットプロジェクトとして、人気ゲームソフトとコラボレーションした企画第二弾。セガのパズルゲーム『ぷよぷよ7』のテレビCM出演が縁でタイアップが実現し、同ゲームのイメージソングとして制作された。
本作は、ユニット名義かアイドリング!!!名義かで、各媒体の紹介が異なる。公式では企画ユニット名義も、シングルの通し枚数にカウントされており、グループの通算10枚目となる。
収録曲
表題曲は、お笑いタレントの青木さやか（作詞）・Funta7（作曲）が共作した。歌詞には、実際の『ぷよぷよ』シリーズに関連する言葉やセリフが引用されている。
c/w曲「Snow celebration -everlasting story-」は、2ndシングル「Snow celebration」からの別バージョンとして新録。同年秋開催の『アイドリング!!!6thライブ』内で実施した歴代楽曲ファン投票において、当曲が1位となった結果を反映させる経緯で選曲された。オリジナル曲から3年後という設定の歌詞に改変し、サウンドもリアレンジされている。
収録メンバー
ユニットメンバーは、以下の8名が選抜されている。c/w曲「Snow celebration -everlasting story-」は、アイドリング!!!名義で収録。
| 楽曲                                     | メンバー                                                                                                  |
| ---------------------------------------- | --- |
| 「ラブマジック♡フィーバー」              | ぷよぷよアイドリング!!!（谷澤恵里香・フォンチー・河村唯・長野せりな・酒井瞳・朝日奈央・菊地亜美・橋本楓） |
| 「Snow celebration -everlasting story-」 | アイドリング!!!（上記メンバー・遠藤舞・外岡えりか・横山ルリカ・森田涼花・三宅ひとみ・橘ゆりか・大川藍）   |

## リリース
シングルCDは1形態のみで、バリエーションは無し。初回生産分に、トレーディングカード（全8種の内ランダム1枚）の封入特典が付く。カードの裏面には、メンバー直筆のメッセージがプリントされている。
特典企画
協力店舗でのみ先着購入者に「オリジナルトレーディングカード（各店絵柄3種の内ランダム1枚）」を進呈する、コラボ企画を実施している。
アートワーク
CDジャケットおよびステージ衣装は、『ぷよぷよ7』に登場する女子中学生キャラクターの制服に準じたデザインとなっている

## プロモーション
発売記念イベント兼ねた握手会が、以下の日時・場所で実施された。
「ラブマジック♡フィーバー」発売記念イベント
- 2009年12月15日 - 18日 フジテレビ本社屋
- 2009年12月19・20日 フジテレビ湾岸スタジオ

年末ラッキーナンバー企画イベント
「ラブマジック♡フィーバー」握手会の番号記入された参加券を対象に、番号当選者にはグッズなどのプレゼントをするイベントを実施した。
- 2009年12月19・20日 フジテレビ湾岸スタジオ

## ミュージック・ビデオ
ミュージック・ビデオが制作され、リリース後にアイドリング!!!公式YouTubeチャンネルで、フルバージョンが無料公開された。
ロケ場所は、学校の放課後という設定で、校舎内の撮影が含まれている。劇中では、実際に『ぷよぷよ7』のコンシューマーゲーム機であるPSPが登場し、メンバーがゲーム機画面内で歌パフォーマンスしている演出となっている。

## ライブ・パフォーマンス
収録曲は、以下のイベント等でライブ披露している。
- アイドリング!!! 6thライブ やーっ! おーっ!! ング!!!（2009年9月22・23日、日比谷野外音楽堂）
- 東京ゲームショウ2009『ぷよぷよ7』ステージイベント（2009年9月26・27日、幕張メッセ）
- アイドリング!!!@はちたまライブ（フジテレビ球体展望室）
vol.5（2009年10月23日） vol.6（2009年11月15日） vol.7（2009年12月25日、フジテレビV5スタジオ）
- アイドリング!!! 7thライブ 人生=修行ナリング!!!（2010年1月24日、東京厚生年金会館大ホール）

## メディアでの使用
楽曲は以下のメディアで使用された。当ゲームのテレビCM「みんなのぷよ顔CM-アイドリング!!!篇-」には、ユニットメンバーが出演している。
- ニンテンドーDS/Wii/PSP専用ゲームソフト・セガ『ぷよぷよ7』イメージソング

## シングル収録トラック
| #         | タイトル                                                  | 作詞       | 作曲      | 編曲            | 時間  |
| --------- | --------------------------------------------------------- | ---------- | --------- | --------------- | ----- |
| 1.        | 「ラブマジック♡フィーバー」                               | 青木さやか | Funta7    | Funta7          | 4:00  |
| 2.        | 「Snow celebration -everlasting story-」(アイドリング!!!) | 溝口貴紀   | D・A・I   | RYOJI TAKAHASHI | 4:55  |
| 3.        | 「ラブマジック♡フィーバー」(Instrumental)                 |            |           |                 | 4:00  |
| 4.        | 「Snow celebration -everlasting story-」(Instrumental)    |            |           |                 | 4:55  |
| 合計時間: | 合計時間:                                                 | 合計時間:  | 合計時間: | 合計時間:       | 17:56 |